# Dactyloceras richinii
Dactyloceras richinii is een vlinder uit de familie herfstspinners (Brahmaeidae). De wetenschappelijke naam is voor het eerst geldig gepubliceerd in 1940 door Emilio Berio.
De soort komt voor in het Afrotropisch gebied.